# Прапор Міссісіпі
Прапор Міссісіпі (англ. Flag of Mississippi) — один з державних символів американського штату Міссісіпі. Прапор було затверджено 11 січня 2021 року. 
На новому прапорі штату зображена магнолія, яку окільцьовують зірки, а під нею напис “In God We Trust” (“Ми віримо в Бога”). Квітка магнолії — це символ гостинності; 20 зірок позначають статус Міссісіпі як 20-го штату в союзі; золота п'ятипроменева зірка, зображає  корінні індіанські племена Міссісіпі.

## Історичні прапори
9 січня 1861 року, після початку Громадянської війни, Міссісіпі вийшов зі складу Союзу і прийняв прапор Бонні Блу (Bonnie Blue Flag ) — біла зірка на синьому полі, який було піднято над будівлею Капітолія у Джексоні як символ незалежності.
25 січня 1861 року, штат Міссісіпі офіційно прийняв новий прапор — відомий як прапор Магнолії. Він являв собою біле полотнище, в крижі — Bonnie Blue Flag, в центрі прапора — дерево магнолія.
1894 року був затверджений прапор з зображенням військового прапора армії конфедератів. Прапор являє собою прямокутне полотнище, розділене на три рівновеликі горизонтальні смуги, синього білого і червоного кольорів. У крижі — військовий прапор армії конфедератів: червоний квадрат, на якому знаходиться синій андріївський хрест, в який вписано 13 білих зірок.

### Референдум щодо прапора

Проект прапора

У 2000 році, Верховний суд штату Міссісіпі постановив, що прапор прийнятий у 1894 році вважається неофіційним, оскільки закон про його прийняття був анульований законодавчими зборами штату ще у 1906 році і його подальше використання було даниною традиції.
За пропозицією губернатора штату Ronnie Musgrove, була утворена комісія з вироблення нового прапора. 17 квітня 2001, було проведено референдум, на якому було запропоновано два варіанти прапора — старий (зразка 1894 року) і новий (розроблений комісією).
У запропонованому прапорі, військовий прапор конфедератів у кантоні був замінений на синій квадрат з двадцятьма зірками. Зовнішнє кільце з 13 зірок символізувало тринадцять колоній утворили США, кільце з шести зірок — шість націй, які мали суверенітет по території Міссісіпі (індіанські племена, Франція, Іспанія, Велика Британія, Сполучені Штати та  Конфедеративні Штати), внутрішня (більшого розміру) — штат Міссісіпі. Також ці двадцять зірочок символізували те, що штат Міссісіпі став двадцятим штатом що ввійшли до складу США.
За підсумками референдуму за новий прапор було віддано 35% голосів, за старий — 65%.

### Заворушення в США
Але влітку 2020 року ставлення до старого прапора Міссісіпі різко змінилося після смерті чорношкірого чоловіка Джорджа Флойда, якого жорстко затримав білий поліціянт. Тоді у США почалися масові протести на тлі  расової дискримінації.
Старий державний прапор штату Міссісіпі, прийнятий у 1894 році, востаннє  злетів у  повітря 1 липня, перш ніж він був офіційно списаний і переданий до Департаменту архівів та історії штату Міссісіпі.

## Галерея

Попередній прапор Міссісіпі (Bonnie Blue Flag), 9 січня 1861 — 25 січня 1861
Попередній прапор Міссісіпі (Прапор Магнолії), 25 січня 1861 — 7 лютого 1894
Попередній прапор Міссісіпі. 2001–2020 років